# Anni 1510
Gli anni 1510 sono il decennio che comprende gli anni dal 1510 al 1519 inclusi.

## Eventi, invenzioni e scoperte
- 1517: Martin Lutero appende sul portone di una chiesa di Wittenberg le sue novantacinque tesi scismatiche contro la Chiesa cattolica, fondando il Protestantesimo e dando inizio a più di un secolo di guerre di religione in Europa.

## Personaggi
- Martin Lutero